# Avril (pel·lícula)
Avril és una pel·lícula francesa dirigida per Gérald Hustache-Mathieu, estrenada l'any 2006. Ha estat doblada al català.

## Argument
Avril és el nom d'una noia educada en un convent. S'assabenta quan és a punt de pronunciar els seus vots, que té un germà bessó. Marxa a buscar-lo.

## Repartiment
- Sophie Quinton: Avril
- Miou-Miou: sor Bernadette
- Nicolas Duvauchelle: Pierre
- Clément Sibony: David
- Richaud Valls: Jim
- Geneviève Casile: mare Marie-Joseph
- Monique Mélinand: sor Céleste
- Anna Mihalcea: Flora
- Claude Duty: pare Jean Diard
- Mathilde Mignot: Avril nen
- Frédéric Quiring: el pare adoptiu de David
- Marie Vinoy: la mare adoptiva de David
- Milo Hustache-Mathieu: David nen

## Al voltant de la pel·lícula
- El rodatge va tenir lloc a Calvados, a la Camarga, el Jura, Mouthe, Romagne i Roan.
- Encara que no surt als credits, Luc Besson ha participat en el finançament del film.
- Crítica: "Es va veient amb cert interès malgrat com só de poc plausibles les seves situacions gràcies al seu to, a mig camí entre la tendresa, la ingenuïtat i la extravagància. (...) desenllaç ridícul"[3]

## Banda original
- Aline, interpretat per Christophe, Sophie Quinton, Nicolas Duvauchelle, Clément Sibony i Richaud Valls
- Goodbye je reviendrai, interpretat per Christophe
- Tell Me Who's the Girl, interpretat per Annette Funicello
- Three Guesses, interpretat per Linda Scott
- Let's Twist Again, interpretat per Annette Funicello
- Darkwood VII — New Morning, de David Darling
- Luna de abril, interpretat per María Dolores Pradera